# تمبل بار (دبلن)

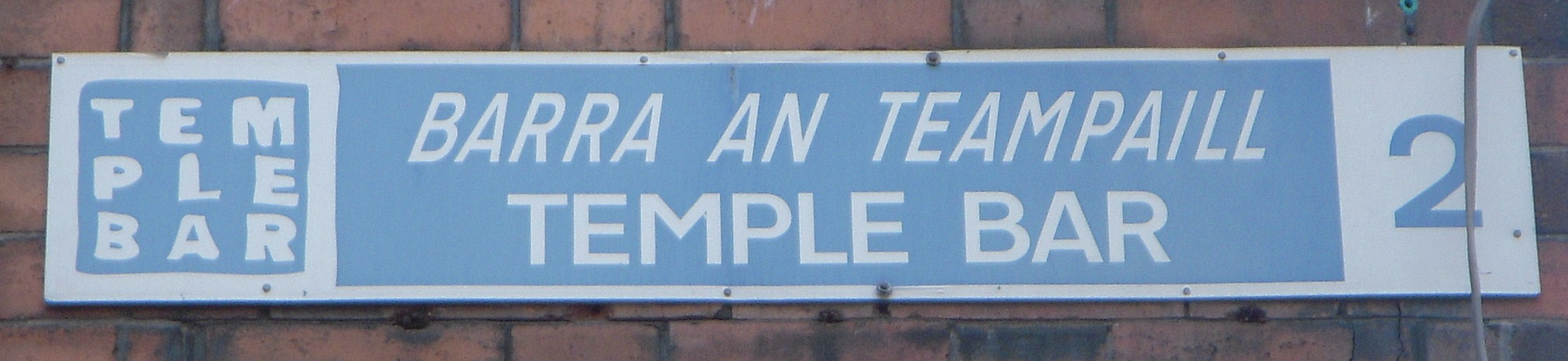
إشارة حائطية من شارع تمبل بار.

تمبل بار (بالأيرلندية: Barra an Teampaill)، هُو حي يقع على الضفة الجنوبية لنهر ليفي في المنطقة البريدية دبلن 2 [الإنجليزية]، وسط دبلن عاصمة جمهورية أيرلندا. يحد الحي من الشمال شارع ليفاي ومن الجنوب شارع دايم وشارع ويستمور لاند [الإنجليزية] من الشرق وشارع فيشامبل [الإنجليزية] من الغرب. يُعد تمبل بار وجهة سياحية وسط دبلن، كما ويُعتبر المركز الثقافي للمدينة.

## الوقت الحاضر

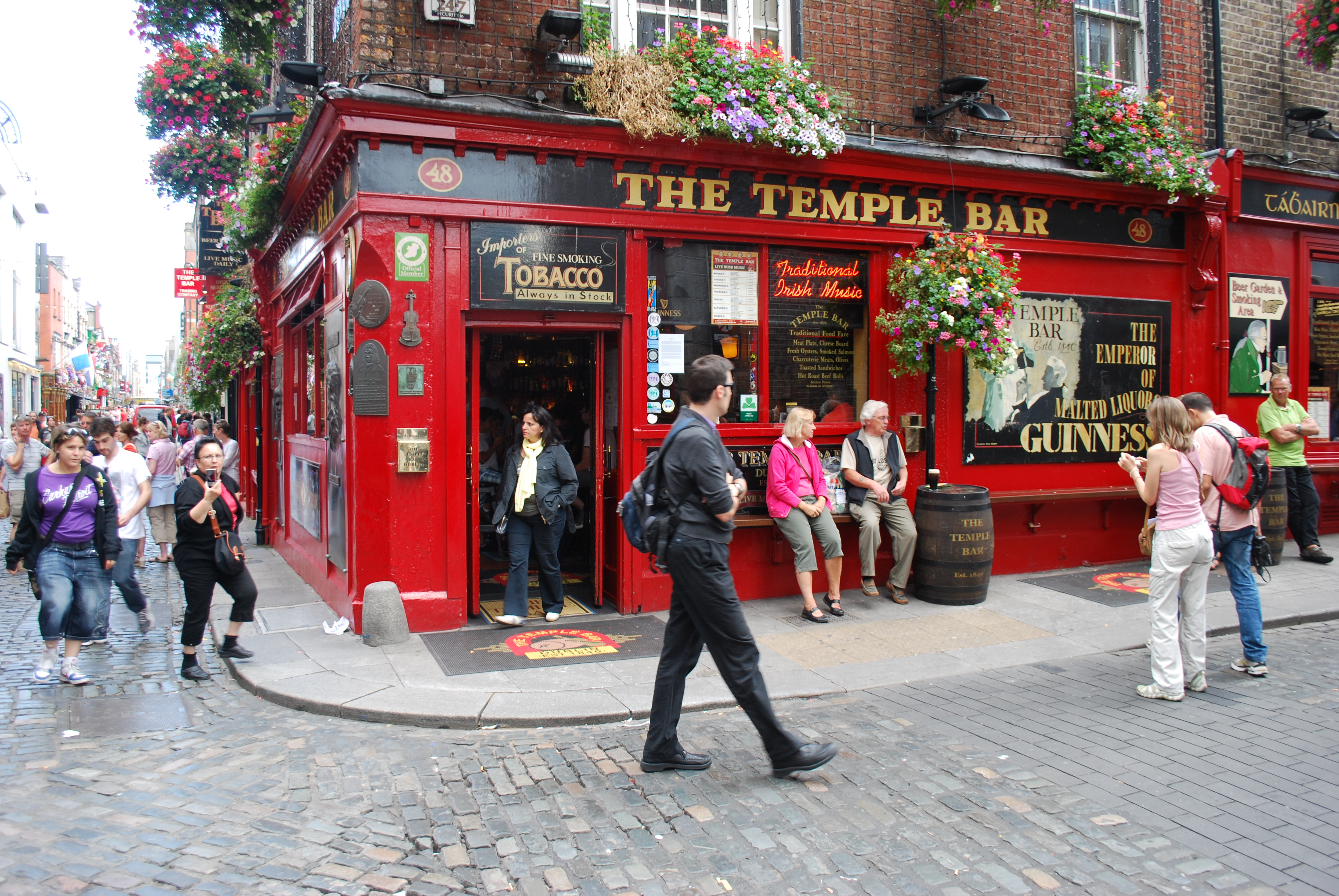
حانة تمبل بار وسط الحي.

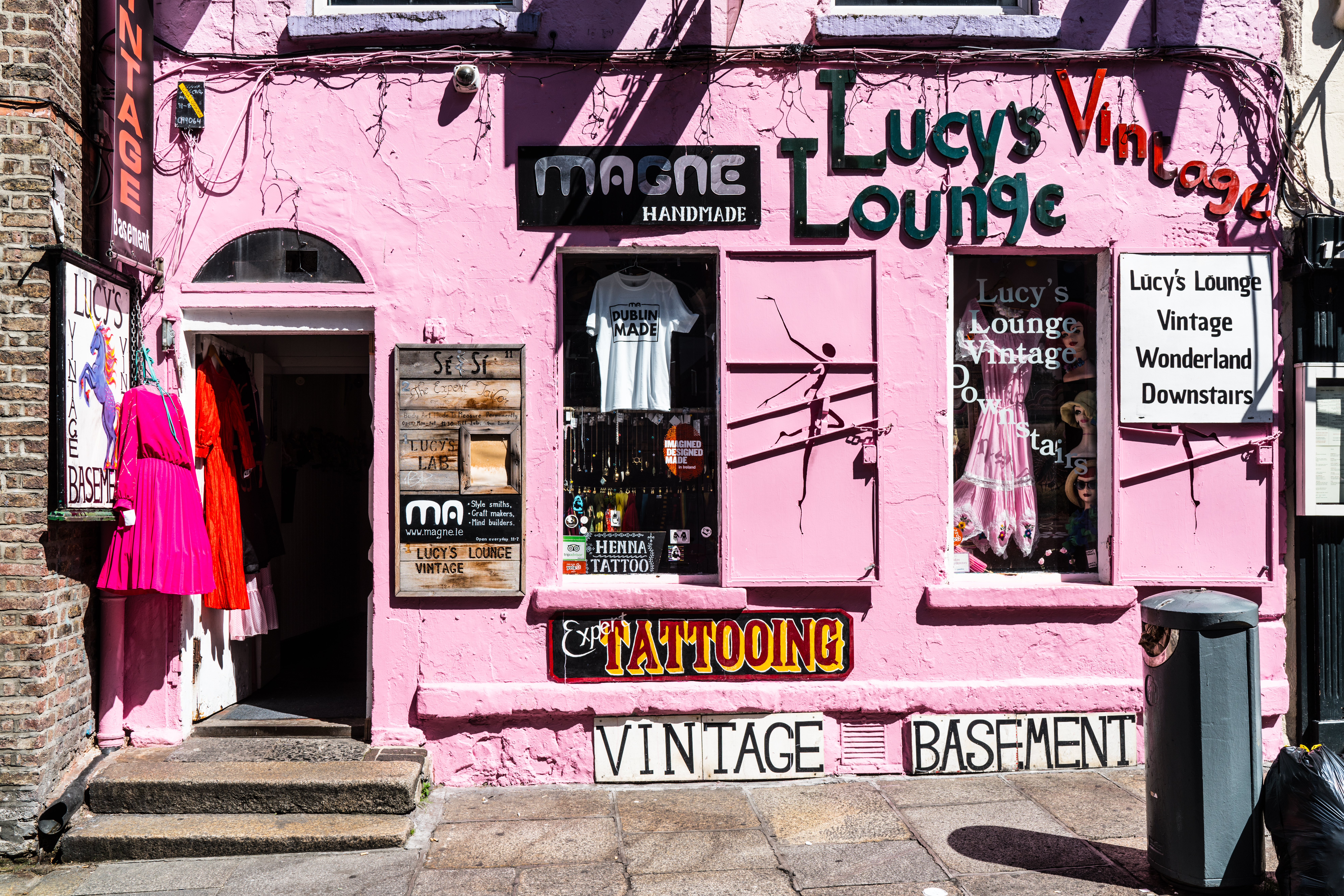
متاجر عتيقة وسط الحي.

تتواجد بحي تمبل بار العديد من المُؤسسات والمراكز الفنية والثقافية، على غرار مركز التصوير الأيرلندي الذي يضم داخله كُلا من معهد دبلن للتصوير وأرشيف التصوير الوطني الآيرلندي [الإنجليزية] ومعرض التصوير الفوتوغرافي)، إضافة إلى كُل من مركز آرك الثقافي للأطفال، ومعهد الفيلم الآيرلندي [الإنجليزية] الذي يوجد بداخله الأرشيف السينمائي الآيرلندي [الإنجليزية]، وذا باتن فكتوري، وآرت هاوس ميلتيميديا سنتر، ومعرض واستوديوهات تمبل بار [الإنجليزية]، وبروجيكت آرتس سنتر [الإنجليزية]، ومدرسة غايتي للتمثيل السينمائي [الإنجليزية] ، وكلية إيبات دبلن [الإنجليزية]، والمسرح الجديد [الإنجليزية] وبورصة دبلن [الإنجليزية].
في الليل، تُصبح المنطقة مركزًا للحياة الليلية، حيث تتواجد بها العديد من المطاعم والمقاهي والنوادي الليلية.
تتواجد بالحي ساحتان، هُما ساحة ميتينغ هاوس وميدان تمبل بار المركزي. يُعقد في ساحة ميتينغ هاوس سوق للكُتب يومي السبت والأحد من كُل أسبوع، وسوق للأطعمة والمأكولات كُل سبت، كما وتُستخدم ساحة ميتينغ هاوس لعرض الأفلام في الهواء الطلق خلال فترة الصيف.

## في الثقافة الشعبية
صُورت في هذا الحي بعض المشاهد من فيلم بوليوود إيك ثا تايغر الذي صدر سنة 2012. كذلك، ألف المُغني وكاتب الأغاني الأيرلندي بيلي تريسي أغنية عن المنطقة، كما أصدر كُل من المغني ناثان كارتر وفرقة الروك الأيرلندية كودالين أغانٍ تحمل اسم الحي تمبل بار.